# ストルティオミムス
ストルティオミムス（学名：Struthiomimus）は、中生代白亜紀後期（約7,700万 ~ 約6,600万年前）の北アメリカ大陸に生息したオルニトミムス科の恐竜の属の一つである。学名の意味は「ダチョウの模倣者」。
体長は約4.3メートル、高さは1.3メートル。体重は150キログラムほどであった。植物食もしくは雑食であったと思われる。カナダの州立恐竜公園ではもっともよく発掘される小型恐竜の1つである。白亜紀の最後まで生きた恐竜の1つ。

## 特徴

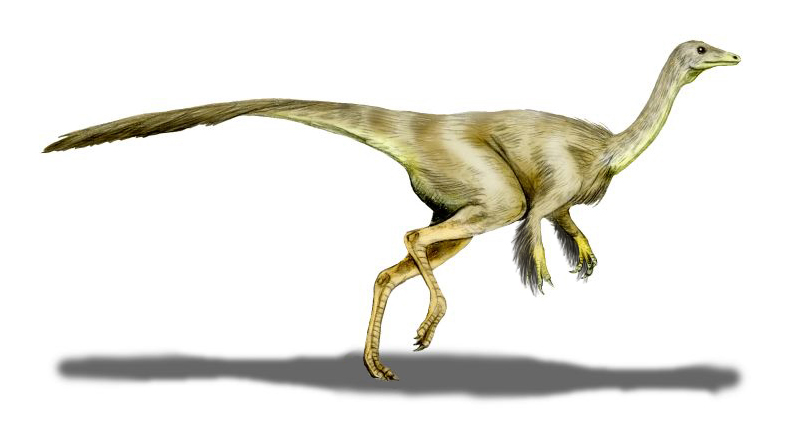
Struthiomimus altus復元図

ヒトとのサイズ比較

ストルティオミムスはオルニトミムス科としては典型的な体つきをしている。すなわち小型でスレンダーな頭部、大きな眼とくちばし状の口である。尾の骨は固まっておりディノニクスや一部の小型恐竜のようにバランスをとるのに使っていたと思われる。特徴的な細長い腕を持つがナマケモノに似たつくりをしており頭上の枝を手繰りよせる役割をしていたのではと思われている。事実第二指と第三指はほぼ同じ長さでこの2本を独立して動かすことはできず何かを掴むということには適さなかった。

### 食性
ストルティオミムス及びオルニトミムス科の食性についてははっきりとした結論は出ていない。

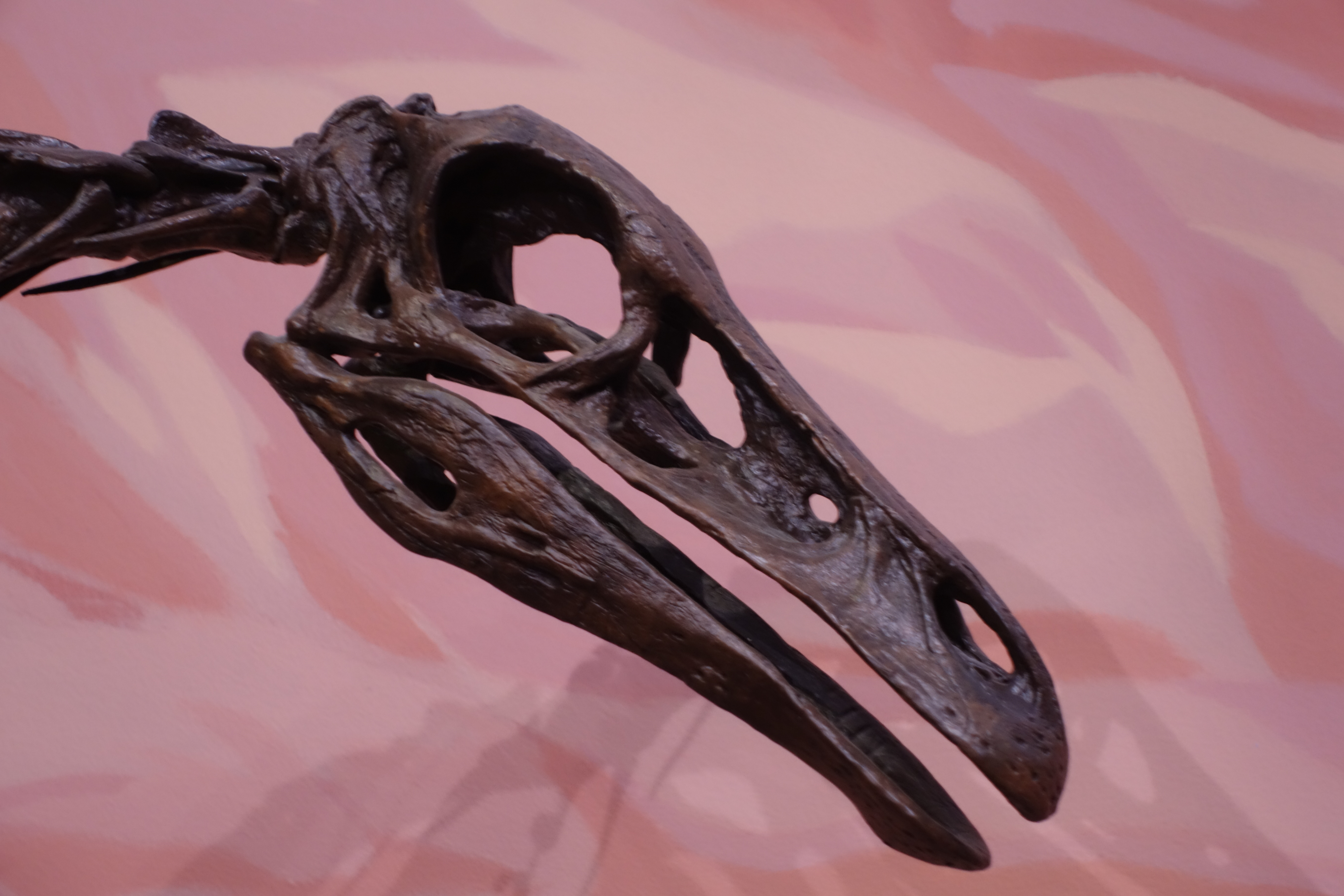
頭骨

そのくちばし状の口器から雑食性であるとも考えられるが、ガリミムスやオルニトミムスでは頭部化石の研究からくちばしに小さなスリットを多数持つことがわかっており、フラミンゴのような濾過食ではなかったかという意見もある。ただ水中の藍藻類や小動物だけでは、ストルティオミムスにとって十分な量を確保できなかったのではないかという反論もある（小型恐竜といってもそれらの水鳥よりははるかに大きかった）。また胃石の化石や頭の真横に着いた眼、前述の細く長く物をフックのように引き寄せるのに使われたと思われる手などから植物食、または植物食の傾向が強い雑食だったというのが現在の主流である。

### スピード
オルニトミムス科の特徴である長く力強い後ろ脚をもっており最高速度は時速60〜80キロメートルに達した。

## 系統上の位置
ストルティオミムスはオルニトミムス科の中でも最も進化の進んだ部類の1つである。
- 恐竜 dinosaur
竜盤類 Saurischia
獣脚類 Theropoda
テタヌラ類 Tetanurae
コエルロサウルス類 Coelurosauria
オルニトミモサウルス類 Ornithomimosauria
オルニトミムス類 Ornithomimidae